# Helga Schlitter
Pour les articles homonymes, voir Schlitter (homonymie).
 (avril 2025).
La mise en forme du texte ne suit pas les recommandations de Wikipédia : il faut le « wikifier ».
Les points d'amélioration suivants sont les cas les plus fréquents :
- Les titres sont pré-formatés par le logiciel. Ils ne sont ni en capitales, ni en gras.
- Le texte ne doit pas être écrit en capitales (les noms de famille non plus), ni en gras, ni en italique, ni en « petit »…
- Le gras n'est utilisé que pour surligner le titre de l'article dans l'introduction, une seule fois.
- L'italique est rarement utilisé : mots en langue étrangère, titres d'œuvres, noms de bateaux, etc.
- Les citations ne sont pas en italique mais en corps de texte normal. Elles sont entourées par des guillemets français : « et ».
- Les listes à puces sont à éviter, des paragraphes rédigés étant largement préférés. Les tableaux sont à réserver à la présentation de données structurées (résultats, etc.).
- Les appels de note de bas de page (petits chiffres en exposant, introduits par l'outil «  Source ») sont à placer entre la fin de phrase et le point final[comme ça].
- Les liens internes (vers d'autres articles de Wikipédia) sont à choisir avec parcimonie. Créez des liens vers des articles approfondissant le sujet. Les termes génériques sans rapport avec le sujet sont à éviter, ainsi que les répétitions de liens vers un même terme.
- Les liens externes sont à placer uniquement dans une section « Liens externes », à la fin de l'article. Ces liens sont à choisir avec parcimonie suivant les règles définies. Si un lien sert de source à l'article, son insertion dans le texte est à faire par les notes de bas de page.
- La présentation des références doit suivre les conventions bibliographiques. Il est recommandé d'utiliser les modèles {{Ouvrage}}, {{Chapitre}}, {{Article}}, {{Lien web}} et/ou {{Bibliographie}}. Le mode d'édition visuel peut mettre en forme automatiquement les références.
- Insérer une infobox (cadre d'informations à droite) n'est pas obligatoire pour parachever la mise en page.

Pour une aide détaillée, merci de consulter Aide:Wikification.
Si vous pensez que ces points ont été résolus, vous pouvez retirer ce bandeau et améliorer la mise en forme d'un autre article.
Helga Schlitter est née à Mexico en 1932 vit au Canada depuis 1956. Elle est une artiste visuelle spécialisée en mosaïque de verre. Elle habite et travaille à Québec depuis de nombreuses années. Sa recherche consiste à réactualiser la technique de la mosaïque traditionnellement associée aux métiers d’art en l’intégrant à d’autres disciplines, notamment la sculpture, les techniques mixtes et la peinture.

## Biographie
Helga Schlitter obtient sa formation en art visuel en participant à différents cours, ateliers, stages et voyages de perfectionnement au Canada et à l’étranger. Elle réalise des stages à l’École de sculpture La Esmeralda de Mexico (1994 et 2000), au Centre est-nord-est de Saint-Jean-Port-Joli (1994, 1996 et 1998) et à l’Escola Massana de Barcelone en Espagne (1999). Elle suit des cours en joaillerie avec Félix Stuessi à Freiburg en Allemagne (2000) et de 1970 à 1986, elle participe à des ateliers sous la direction de l’artiste Marcel Jean à Québec. Elle prend part à de nombreuses expositions individuelles et collectives principalement au Québec, elle a également reçu plusieurs bourses de recherche en arts visuels dont deux stages de perfectionnement en mosaïque à Barcelone en 1998 et 1994. La bourse Échange Québec-Mexique du Conseil des arts et des lettres du Québec lui est également accordée en 1994. Plusieurs de ses œuvres ont bénéficié de la Politique d'intégration des arts à l'architecture du gouvernement du Québec.

## Démarche
Le travail d’Helga Schlitter en sculpture et en installation évoque les sources de son pays d’origine, le Mexique. Fortement inspirée par l’art aztèque et la mythologie mexicaine, l’artiste fait appel à l’ethnologie et à la mémoire. Dans un style naïf, son travail intègre divers matériaux, fragments et objets de verre pour créer ses installations. Il en résulte des constructions et de collages aux formes et aux couleurs qui rappellent les motifs, les végétaux et les animaux de civilisations anciennes.

## Galerie

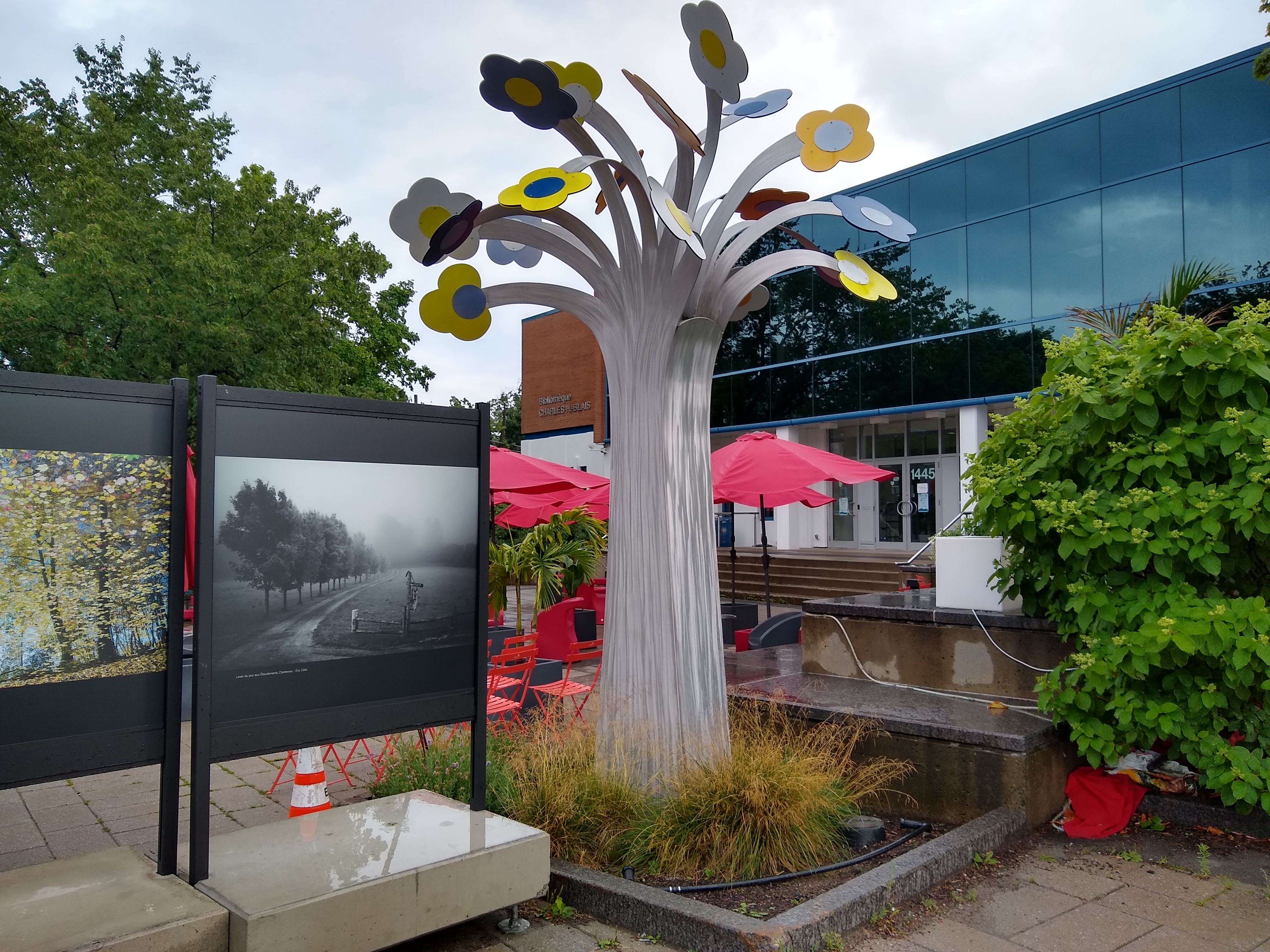
L'arbre-fleur, 2004
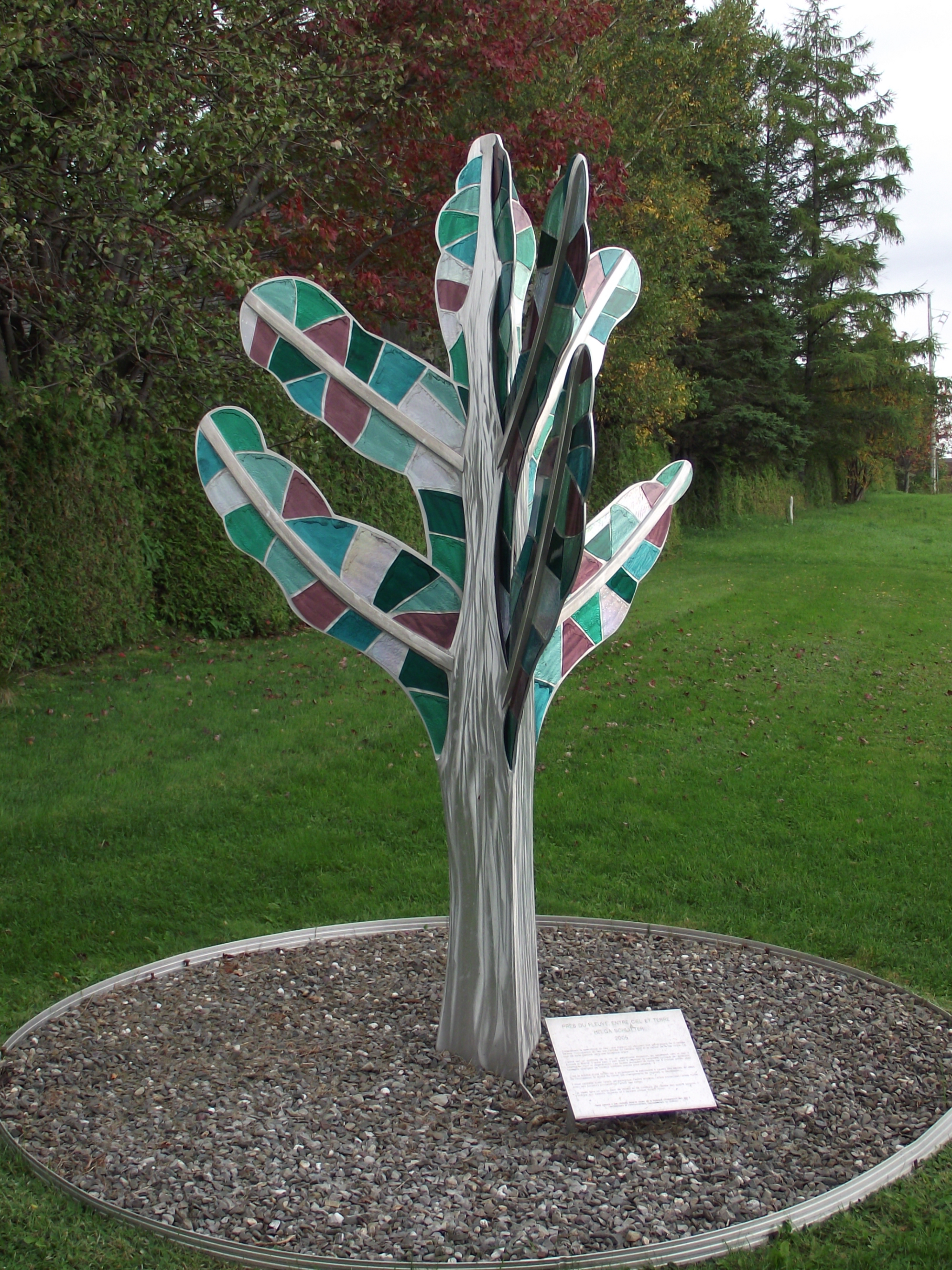
Près du fleuve, entre ciel et terre, 2005
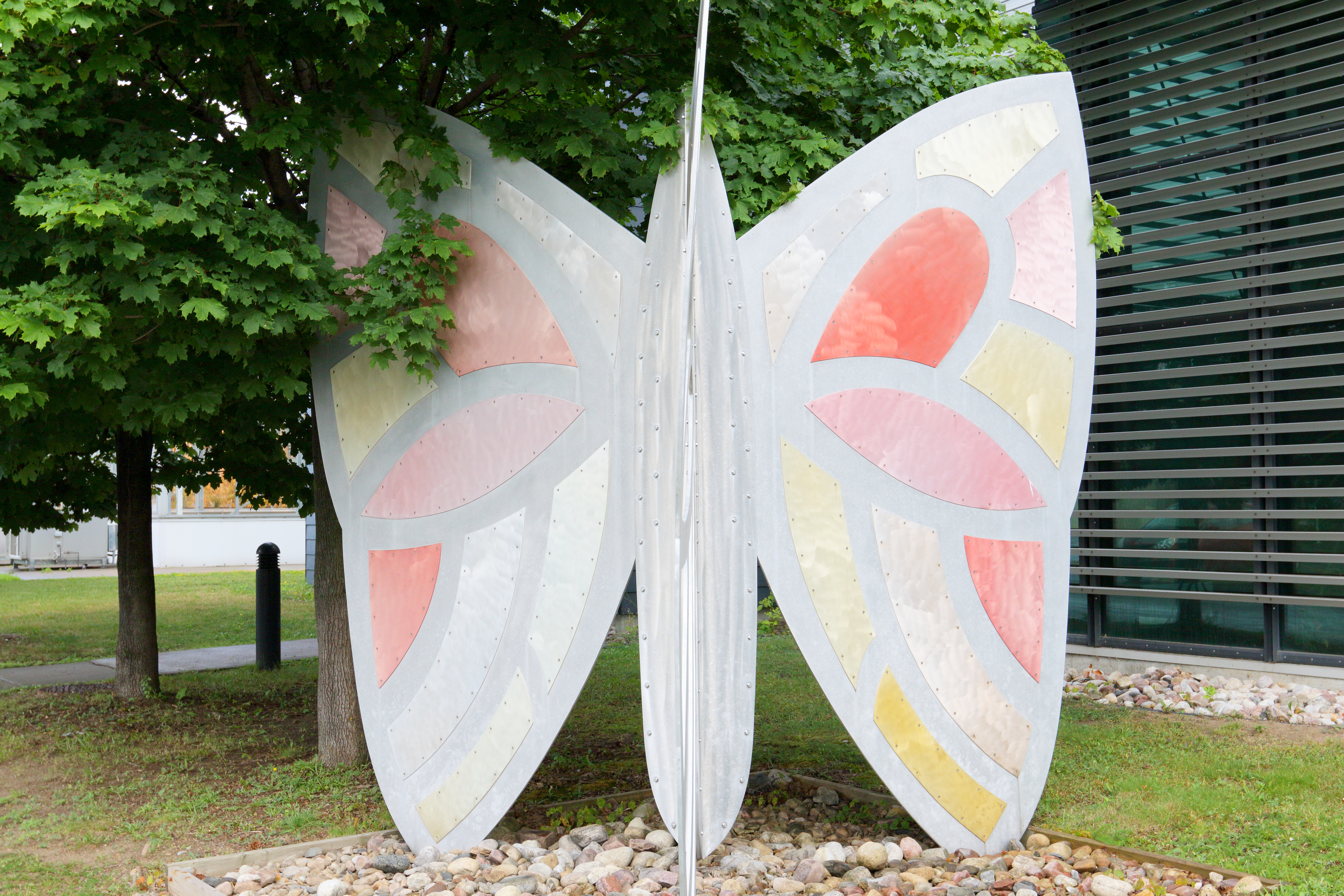
Force et fragilité, 2003

## Expositions
Expositions individuelles (sélection)
- 2023 : Institut Culturel du Mexique de Montréal, Miroirs dans le temps, Montréal, (QC)
- 2018 : Galerie Louise-Carrier, Sculptures, Lévis, (QC)
- 2017 : Centre socioculturel Gérard-Ouellet, Miroitements, St-Jean-Port-Joli, (QC)
- 2015 : Espacio México, De Mexico à Québec, Montréal, (QC)
- 2013 : Bibliothèque de Neufchâtel, Mille éclats, Québec, (QC)
- 2003 : Centre d’exposition de Baie-Saint-Paul, Jardin de cristal, Baie-Saint-Paul, (QC)
- 2001 : Maison de la Culture Notre-Dame-de-Grâce, Jeux de mosaïque, Montréal, (QC)
- 2000 : Galerie Trompe-l’œil, Sculptures et mosaïques, Cégep de Sainte-Foy, Québec, (QC)
- 1998 : Galerie du Parc, Retour à Aztlán, Trois-Rivières, (QC)[1]
- 1995 : Galerie des arts visuels de l’Université Laval, Retour à Aztlán, Québec, (QC)
- 1987 : Musée du Bas-Saint-Laurent, Helga Schlitter, Rivière-du-Loup, QC
- 1986 : Espace virtuel, Encore des animaux, Chicoutimi, QC
- 1986 : La Chambre blanche, Helga Schlitter, Québec, QC
- 1984 : Résidence à La Chambre Blanche, Quetzalpapalotl – Temple de l’oiseau papillon, Québec, QC
- 1982 : La Chambre blanche, Temples babyloniens, Québec, QC
- 1975 : Galerie Signal, Helga Schlitter, Montréal, QC

## Collections
- Universidad La Salle, Mexico
- Musée national des beaux-arts du Québec, Collection Prêt d’œuvres d’art
- Loto Québec
- Bibliothèque de l’Université Laval